# Matthaeus Hiller

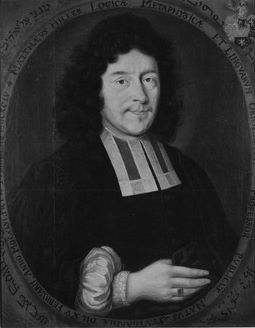
Hiller in der Tübinger Professorengalerie

Matthaeus Hiller, auch Matthäus Hiller (* 15. Februar 1646 in Stuttgart; † 3. Februar 1725 in Königsbronn) war ein deutscher evangelischer Theologe, Hochschullehrer und Abt.

## Leben
Hiller wurde in Stuttgart als Sohn württembergischen Regierungssekretär geboren. Er besuchte zunächst die Schule in Stuttgart ging anschließend 1662 auf die Klosterschule Hirsau und wechselte dann 1664 zu den theologischen Vorstudien an die Klosterschule Bebenhausen. Er wurde 1664 an der Universität Tübingen immatrikuliert und erlangte 1665 den Bakkalaureusgrad. Ab 1666 besuchte er das Tübinger Stift, erlangte 1669 den Magistergrad und widmete sich dann tiefergehend der Bibelforschung. 1673 wurde er Repetent am Tübinger Stift.
Hiller wurde 1676 aushilfsweise Prediger in Bad Cannstatt, 1677 in Stuttgart und noch im selben Jahr Diaconus in Herrenberg. 1685 wechselte er als Prediger und zudem Professor an das Kloster Bebenhausen. 1692 folgte er einem Ruf als ordentlicher Professor der Logik, Metaphysik und hebräischen Sprache an die Universität Tübingen. 1698 wechselte er auf die Professur der Theologie, der griechischen und der morgenländischen Sprachen und zugleich wurde er zum Ephorus des Tübinger Stiftes und Pädagogarch ernannt. Im selben Jahr war er Rektor der Universität.
Hiller wurde 1716 zum Abt am Kloster Königsbronn ernannt. Daraufhin legte er in Tübingen alle Ämter nieder, um sich in der Folge ganz der wissenschaftlichen Arbeit widmen zu können. Er soll herausragende Kenntnisse im Hebräischen gehabt haben und sich um die Erforschung des Alten Testaments verdient gemacht haben.

## Ehrungen
Nach ihm ist die Pflanzengattung Hilleria Vell. aus der Familie der Kermesbeerengewächse (Phytolaccaceae) benannt worden.

## Werke (Auswahl)
- Sciagraphia grammaticae Ebraeae, 1674.
- Institutiones linguae sanctae, Tübingen 1711.
- Syntagmata hermeneutica, Stoll, Tübingen 1711.
- Hierophyticon sive commentarius in loca scripturae sacrae quae plantarum faciunt, mentionem, Utrecht 1725.